# Алексашкинское муниципальное образование
Алексашкинское муниципальное образование — сельское поселение в Питерском районе Саратовской области Российской Федерации.
Административный центр — село Алексашкино.

## История
Статус и границы сельского поселения установлены Законом Саратовской области от 27 декабря 2004 года № 91-ЗСО «О муниципальных образованиях, входящих в состав Питерского муниципального района».

## Население
| 2010  | 2011  | 2012  | 2013  | 2014  | 2015  | 2016  |
| ----- | ----- | ----- | ----- | ----- | ----- | ----- |
| 1212  | ↗1213 | ↘1191 | ↘1155 | ↘1131 | ↘1124 | ↘1084 |
| 2017  | 2018  | 2019  | 2020  | 2021  |       |       |
| ↘1043 | ↘1012 | ↘1001 | ↘969  | ↘958  |       |       |

## Состав сельского поселения
| № | Населённый пункт | Тип населённого пункта       | Население |
| - | ---------------- | ---------------------------- | --------- |
| 1 | Алексашкино      | село, административный центр | ↘1028     |
| 2 | Опытная станция  | посёлок                      | ↘184      |